# Licia Solari
Licia Solari (Buenos Aires, Argentina; ? - Idem; 4 de marzo de 1981) fue una actriz de cine y teatro y traductora argentina.

## Carrera
En cine tuvo su apogeo a lo largo del año 1970 con películas como La fidelidad, con Carlos Estrada, Elena Sedova, Héctor Alterio y Golde Flami, Minguito Tinguitela Papá con Juan Carlos Altavista, El amor infiel con Zulma Faiad y El búho junto a Virginia Lago. Fue dirigida por grandes directores como Juan José Jusid, Enrique Dawi, Mario David y Bebe Kamín.
En teatro trabajó en la obra de 1974, El Diario De Watergate, junto a un elenco conformado por Haydée Aguilar, Nora Cas, Andrés Midón, José Luis Rivarola, Velia Kusch, Arturo Bonín, Rodolfo Gelos, Horacio Paladino, Perla Szuchmacher y Mario Luciani. También tradujo obras al francés como Cartas que te escribiré después de muerto y El deporte de mi madre loca.
Murió el miércoles 4 de marzo de 1981. Sus restos descansan en el Cementerio de la Chacarita, en el panteón de la Asociación Argentina de Actores, entidad de la que fue miembro por varios años.

## Filmografía
- 1974: El búho.
- 1974: El amor infiel.
- 1974: Minguito Tinguitela Papá.
- 1970: La fidelidad.

## Teatro
Como actriz:
- 1974: El Diario De Watergate.
- 1963: Tres temas para pantomima, con Luis Alcalde, Miguel Ángel Peralta, Domingo Basile, Jorge Bustamante, Edith Costa, Mario Del Pino, Pedro Jivot, Jorge Lopez, Jorge Lucchitta, Amelia Martinez, Élida Mauro, Mario Vázquez y Marga Von Baeremaecker.
- 1963: Polvo Púrpura,  con Luis Alcalde, Héctor Alterio, Lucrecia Capello, Mario Capponi, Américo Chandía, Rubens Correa, Mario Del Pino, Mario Fogo, Jorge Lucchitta, Elsa Otero, Norberto Pagani, Norma Peralta y Enrique Pinti.
- 1962: Sempronio, el peluquero y los hombrecitos, junto a Oscar Aguirre, Yolanda Alonso, Hector Alterio, Miguel Ángel Giuliano, Carlos Antón, Horacio Arévalo, Domingo Basile, Vicente Capalbo, Lucrecia Capello, Mario Capponi, Américo Chandía, Rubens Correa, Juan Costo, María De Luca, Mario Del Pino, Olga Espeche, Mario Fogo, José Idalgo, Gloria Jucade, Marcelo Kassa, Héctor Magnoli, Juan Miguel Jordán, Elsa Otero, Norberto Pagani, Natacha Riel, Adolfo Seoane, David Vázquez, Mario Vázquez y Jorge Vucchitta.[3]

Como traductora:
- 1970: Cartas que te escribiré después de muerto.
- 1968: El deporte de mi madre loca.